# Zornheim
Zornheim est une municipalité et un village viticole de la Communauté de communes de Nieder-Olm, dans l'arrondissement de Mayence-Bingen, en Rhénanie-Palatinat, dans l'ouest de l'Allemagne.

## Jumelage
- Mareuil-le-Port, Marne, France
- Großrudestedt, arrondissement de Sömmerda, Thuringe

## Références

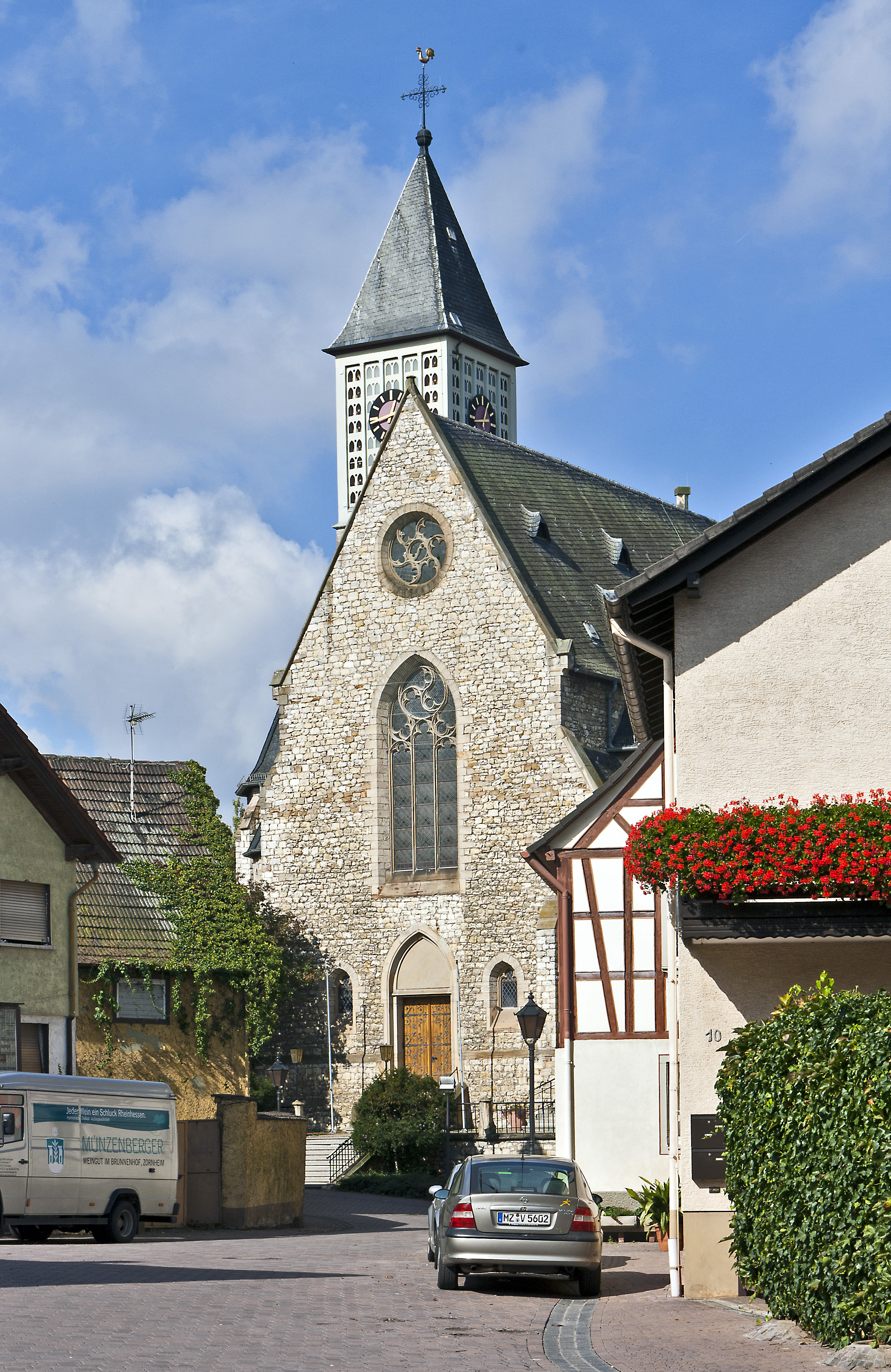
Église catholique
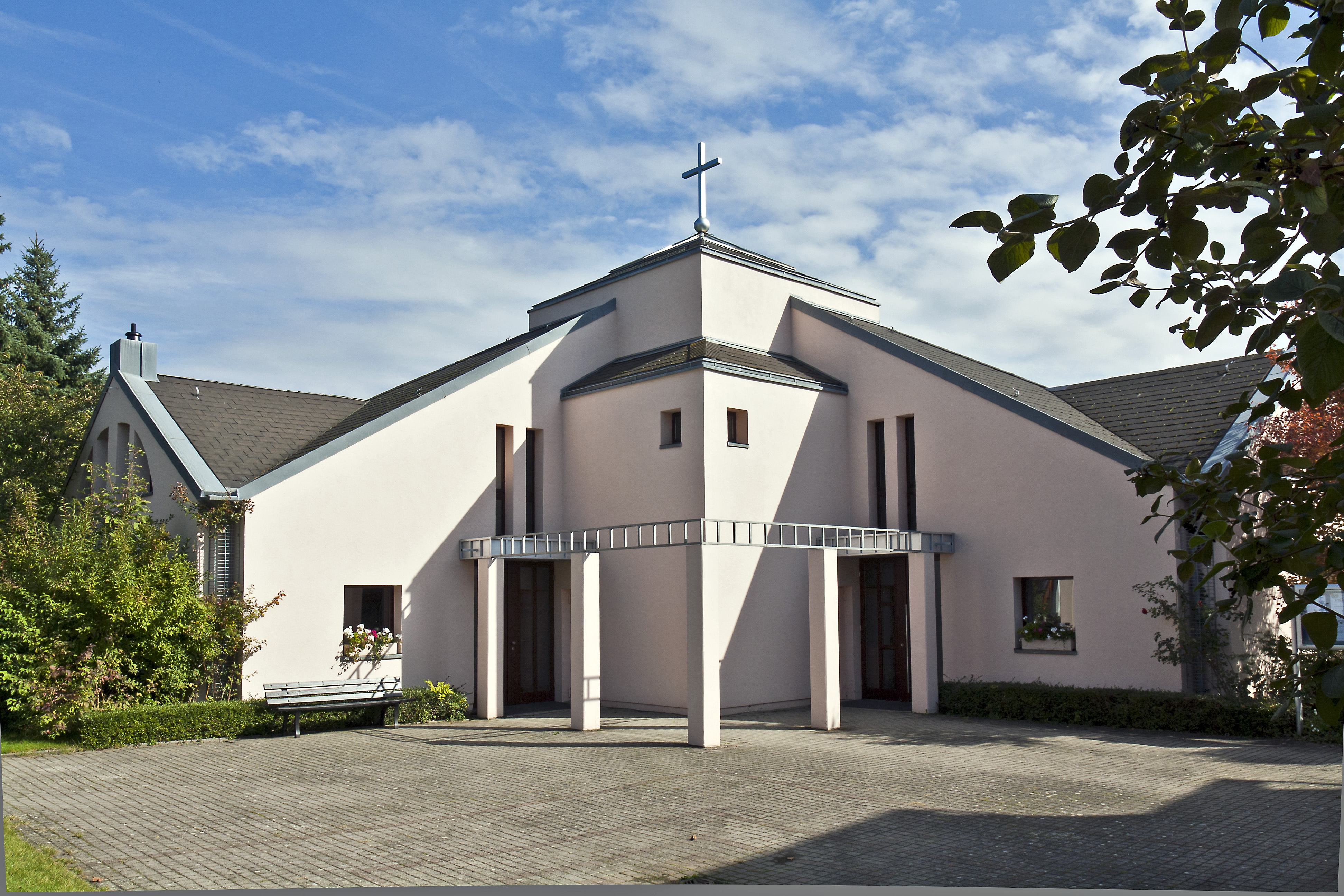
Église protestante datant de 1988
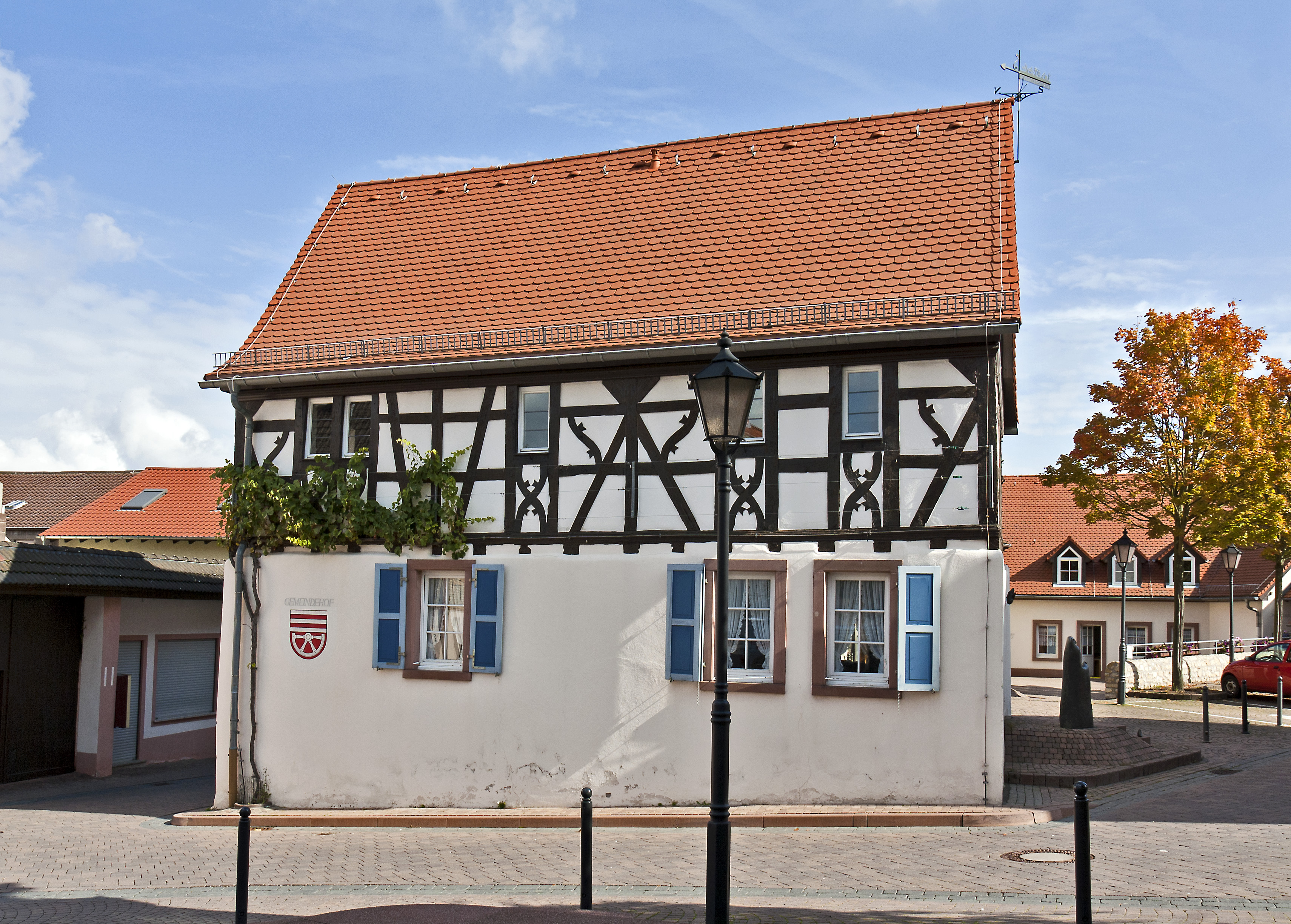
Mairie de Zornheim
Localisation de Zornheim dans la Communauté de communes et dans l'arrondissement